# Archiprezbiterat Figueira da Foz
Archiprezbiterat Figueira da Foz − jeden z 10 wikariatów diecezji Coimbra, składający się z 14 parafii:
- Parafia w Alhadas
- Parafia w Alqueidão
- Parafia w Bom Sucesso
- Parafia w Brenha
- Parafia w Buarcos
- Parafia w Ferreira-a-Nova
- Parafia w Lavos
- Parafia w Maiorca
- Parafia w Marinha das Ondas
- Parafia w Paião
- Parafia w Quiaios
- Parafia w Tavarede
- Parafia w Vila Verde
- Parafia w Figueira da Foz (S. Julião)